# Список космических запусков СССР в 1964 году
Список космических запусков СССР в 1964 году
| Дата        | Ракета-носитель | Полезная нагрузка (тип)           | Космодром / Стартовый комплекс | SCD/NSSDC ID                                            | Результат       |
| ----------- | --------------- | --------------------------------- | ------------------------------ | ------------------------------------------------------- | --------------- |
| 30 января   | Восток          | Электрон-1, Электрон-2 (Электрон) | Байконур 1/5                   | 00746 / 1964-006A, 00748 / 1964-006B                    | Успех           |
| 19 февраля  | Молния-М        | Венера 3МВ-1                      | Байконур 1/5                   | 00770 / 1964-014A                                       | Неудача         |
| 27 февраля  | Космос 63С1     | Космос-25 (ДС-П1)                 | Капустин Яр «Маяк-2»           | 00757 / 1964-010A                                       | Успех           |
| 18 марта    | Космос 63С1     | Космос-26 (ДС-МГ)                 | Капустин Яр «Маяк-2»           | 00766 / 1964-013A                                       | Успех           |
| 21 марта    | Молния          | Луна Е-6                          | Байконур 1/5                   |                                                         | Неудача         |
| 27 марта    | Молния          | Космос-27 (3МВ-1)                 | Байконур 1/5                   | 00770 / 1964-014A                                       | Неудача         |
| 2 апреля    | Молния          | Зонд-1 (3МВ-1)                    | Байконур 1/5                   | 00785 / 1964-016D                                       | Частичный успех |
| 4 апреля    | Восток-2        | Космос-28 (Зенит-2)               | Байконур 31/6                  | 00779 / 1964-017A                                       | Успех           |
| 12 апреля   | Полёт 11А59     | Полёт-2 (И-2В)                    | Байконур 31/6                  | 00784 / 1964-019A                                       | Успех           |
| 20 апреля   | Молния          | Луна Е-6                          | Байконур 1/5                   |                                                         | Неудача         |
| 25 апреля   | Восток-2        | Космос-29 (Зенит-2)               | Байконур 31/6                  | 00791 / 1964-021A                                       | Успех           |
| 18 мая      | Восход          | Космос-30 (Зенит-4)               | Байконур 1/5                   | 00797 / 1964-023A                                       | Успех           |
| 4 июня      | Молния          | Молния-1                          | Байконур 1/5                   |                                                         | Неудача         |
| 6 июня      | Космос 63С1     | Космос-31 (ДС-МТ)                 | Капустин Яр «Маяк-2»           | 00803 / 1964-028A                                       | Успех           |
| 10 июня     | Восток-2        | Космос-32 (Зенит-2)               | Байконур 31/6                  | 00807 / 1964-029A                                       | Успех           |
| 23 июня     | Восток-2        | Космос-33 (Зенит-2)               | Байконур 31/6                  | 00816 / 1964-033A                                       | Успех           |
| 1 июля      | Восход          | Космос-34 (Зенит-4)               | Байконур 1/5                   | 00822 / 1964-034A                                       | Успех           |
| 10 июля     | Восток          | Электрон-3, Электрон-4 (2Д)       | Байконур 1/5                   | 00829 / 1964-038A, 00830 / 1964-038B                    | Успех           |
| 15 июля     | Восток-2        | Космос-35 (Зенит-2)               | Байконур 31/6                  | 00833 / 1964-039A                                       | Успех           |
| 30 июля     | Космос 63С1     | Космос-36 (ДС-П1-Ю)               | Капустин Яр «Маяк-2»           | 00844 / 1964-042A                                       | Успех           |
| 14 августа  | Восток-2        | Космос-37 (Зенит-2)               | Байконур 31/6                  | 00848 / 1964-044A                                       | Успех           |
| 18 августа  | Космос 65С3     | Космос-38 — Космос-40 (Стрела-1)  | Байконур 41/15                 | 00853 / 1964-046A, 00854 / 1964-046B, 00855 / 1964-046C | Успех           |
| 22 августа  | Молния          | Космос-41 (Молния-1)              | Байконур 1/5                   | 00869 / 1964-049D                                       | Успех           |
| 22 августа  | Космос 63С1     | Космос-42, Космос-43 (Стрела-1)   | Капустин Яр «Маяк-2»           | 00864 / 1964-050A, 00867 / 1964-050C                    | Успех           |
| 28 августа  | Восток-2М       | Космос-44 (Метеор)                | Байконур 31/6                  | 00876 / 1964-053A                                       | Успех           |
| 13 сентября | Восход          | Космос-45 (Зенит-4)               | Байконур 1/5                   | 00880 / 1964-055A                                       | Успех           |
| 24 сентября | Восток-2        | Космос-46 (Зенит-2)               | Байконур 31/6                  | 00848 / 1964-044A                                       | Успех           |
| 6 октября   | Восход          | Космос-47 (Восход)                | Байконур 1/5                   | 00891 / 1964-062A                                       | Успех           |
| 12 октября  | Восход          | Восход-1 (Восход)                 | Байконур 1/5                   | 00904 / 1964-065A                                       | Успех           |
| 14 октября  | Восток-2        | Космос-48 (Зенит-2)               | Байконур 31/6                  | 00908 / 1964-066A                                       | Успех           |
| 23 октября  | Космос 65С3     | Стрела-1, 3 аппарата              | Байконур 41/15                 |                                                         | Неудача         |
| 24 октября  | Космос 63С1     | Космос-49 (ДС-МГ)                 | Капустин Яр «Маяк-2»           | 00913 / 1964-069A                                       | Успех           |
| 28 октября  | Восток-2        | Космос-50 (Зенит-2)               | Байконур 31/6                  | 00919 / 1964-070A                                       | Успех           |
| 30 ноября   | Молния          | Зонд-2 (3МВ-4)                    | Байконур 1/5                   | 00945 / 1964-078C                                       | Успех           |
| 1 декабря   | Космос 63С1     | — (ДС-2)                          | Капустин Яр 86/1               |                                                         | Неудача         |
| 9 декабря   | Космос 63С1     | Космос-51 (ДС-МТ)                 | Капустин Яр 86/1               | 00947 / 1964-080A                                       | Успех           |

## Статистика
Количество запусков: 36
Успешных запусков: 29
| Ракета-носитель | Число стартов | Неудачи | Примечания |
| --------------- | ------------- | ------- | ---------- |
| Восток          | 12            | 0       |            |
| Космос          | 10            | 2       |            |
| Молния          | 8             | 5       |            |
| Полет           | 1             | 0       |            |
| Восход          | 5             | 0       |            |

| Космодром   | Число стартов | Неудачи | Примечания |
| ----------- | ------------- | ------- | ---------- |
| Байконур    | 25            | 6       |            |
| Капустин Яр | 8             | 1       |            |

## Прочие события
| Дата        | Событие |
| ----------- | --- |
| 10 марта    | Спутник-разведчик «Зенит-2» принят на вооружение ВС СССР. |
| 27 марта    | Прекратил существование, войдя в плотные слои атмосферы, советский спутник «Космос-23» (00707 / 1963-050A). |
| 28 марта    | Прекратил существование, войдя в плотные слои атмосферы, советский спутник «Космос-27». |
| 30 марта    | Прекратил существование, войдя в плотные слои атмосферы, советский спутник «Космос-19» (00632 / 1963-033A). |
| 12 апреля   | На территории СССР совершил посадку спускаемый аппарат советского спутника «Космос-28» («Зенит-2», сер. № 16). |
| 13 апреля   | Вышло Постановление ЦК КПСС и Совета Министров СССР о создании трехместного космического корабля «Восход» (3КВ) и двухместного корабля «Восход» (3КД). |
| 2 мая       | На территории СССР совершил посадку спускаемый аппарат советского спутника «Космос-29» («Зенит-2», сер. № 19). |
| 18 мая      | Прекратил существование, войдя в плотные слои атмосферы, советский спутник «Космос-11» (00441 / 1962 Бета Тэта1). |
| 26 мая      | На территории СССР совершил посадку спускаемый аппарат советского разведывательного спутника «Космос-30» («Зенит-4»). |
| 18 июня     | На территории СССР совершил посадку спускаемый аппарат советского разведывательного спутника «Космос-32» («Зенит-2»). |
| 1 июля      | На территории СССР совершил посадку спускаемый аппарат советского разведывательного спутника «Космос-33» («Зенит-2»). |
| 9 июля      | На территории СССР совершил посадку спускаемый аппарат советского разведывательного спутника «Космос-34» («Зенит-4»). |
| 23 июля     | На территории СССР совершил посадку спускаемый аппарат советского разведывательного спутника «Космос-35» («Зенит-2»). |
| 3 августа   | Вышло Постановление ЦК КПСС и Совета Министров СССР «О работах по исследованию Луны и космического пространства» о развитии работ по ракете-носителю Н1 и лунной системы Л3. |
| 22 августа  | На территории СССР совершил посадку спускаемый аппарат советского разведывательного спутника «Космос-37» («Зенит-2»). |
| 18 сентября | На территории СССР совершил посадку спускаемый аппарат советского разведывательного спутника «Космос-45» («Зенит-4»). |
| 2 октября   | На территории СССР совершил посадку спускаемый аппарат советского разведывательного спутника «Космос-46» («Зенит-2»). |
| 7 октября   | На территории СССР (в Казахстане) совершил посадку спускаемый аппарат советского беспилотного космического корабля «Космос-47». |
| 13 октября  | На территории СССР совершил мягкую посадку спускаемый аппарат советского космического корабля «Восход-1». На Землю возвратились космонавты Владимир Комаров, Константин Феоктистов и Борис Егоров. Продолжительность пребывания космонавтов в космосе составила 1 сутки 17 минут. |
| 20 октября  | На территории СССР совершил посадку спускаемый аппарат советского разведывательного спутника «Космос-48» («Зенит-2»). |
| 20 октября  | Прекратил существование, войдя в плотные слои атмосферы советский спутник «Космос-31». |
| 5 ноября    | Выполнил задачу советский разведывательный спутник «Космос-50» («Зенит-2»), но, из-за неисправности тормозного двигателя, снять его с орбиты не удалось. КА был взорван на орбите системой самоуничтожения.                                                                       |
| 8 ноября    | Прекратил существование, войдя в плотные слои атмосферы, советский спутник «Космос-38» («Стрела-1»). |
| 17 ноября   | Прекратил существование, войдя в плотные слои атмосферы, советский спутник «Космос-39» («Стрела-1»). |
| 18 ноября   | Прекратил существование, войдя в плотные слои атмосферы, советский спутник «Космос-40» («Стрела-1»). |
| 21 ноября   | Прекратил существование, войдя в плотные слои атмосферы, советский спутник «Космос-25» («ДС-П1»). |